# Maigret és a padon üldögélő ember
A Maigret és a padon üldögélő ember (Maigret et l'homme du banc) Georges Simenon 1953-as Maigret-regénye. Magyarul először 1975-ben az Európa Könyvkiadó, majd 2006-ban a Park Könyvkiadó jelentette meg.

## Történet
|  | Alább a cselekmény részletei következnek! |

Maigret-t egy októberi napon a III. kerületbe rendelik. Santonival meg is látogatják a helyszínt: egy zsákutcát, ahol Louis Thouret holttestét találják meg. A férfit késsel szúrták le, arcán csodálkozó kifejezéssel, mintha nem tudná, miért kell meghalnia.
Maigret és Santoni felkeresik az özvegyet, akit húgával együtt visznek be az őrsre. A nő azonosítja férje holttestét, közben egy zsebkendőt szorongat, de nem sír. Viszont megrökönyödik férje sárga cipőjén és piros nyakkendőjén, amit addig nem látott, de nem is tűrte volna el rajta. A férfinél több pénzt találnak, mint amennyi reggel volt nála, ami érthetetlen, mert nem kapott fizetést, de ugyanúgy nem tudják mire vélni az aznapi mozijegyet sem. Maigret Thouret lányával is beszélget, aki anyjával szemben sír. A lány óvatosan válaszolgat a kérdésekre, mintha félne, hogy lebukik. Apjához hasonlóan ő is Párizsban dolgozik, néha találkoztak is, ilyenkor beültek egy étterembe.
Maigret meglátogatja Monsieur Louis munkahelyét, ahol a házmesternétől megtudja, a vállalat már három éve megszűnt. Elbeszélget vele, és megtudja, ő is látta a sárga cipőt, meg az élénk színű nyakkendőt, egyszer látta egy padon ülni. A nő megadja Maigret-nek a gépírónő, mademoiselle Léone címét, akihez az el is látogat.
Léone elárulja a felügyelőnek, hogy Louis nem akarta elrontani családja karácsonyát, ezért nem számolt be nekik munkahelye megszűnéséről. Azt remélte, hamarosan munkát kap. Amikor ez nem sikerült neki, pénzt kellett kölcsönkérnie néhány volt munkatársától, köztük Léone-tól. Egy évvel később tudta visszafizetni, amikor saját állítása szerint már dolgozott, és ekkor már rajta volt a cípő.
Maigret ellátogat Saimbronhoz, akitől Thouret szintén kért pénzt. A férfi is látta Louis-t egy padon ülni, el is beszélgetett vele, de munkájáról nem kérdezte őt. Viszont látott egy másik férfit, aki mintha jelzett volna Louis-nak, s miután Saimbron elbúcsúzott, le is ült mellé beszélgetni. Ahhoz képest, hogy az áldozat milyen keveset dolgozott, egész jól élhetett, mert egykori munkatársainak időnként ajándékokat adott. Közben Santoni beszámol Maigret-nek eredményeiről: Thouret lánya, Monique, egy adósságbehajtó cégnél dolgozik, s van barátja is. Ez utóbbiról szülei azt hiszik, egész nap dolgozik, munkáltatójánál viszont csak reggel van jelen, utána – ők úgy gondolják – jogot tanul.
A főfelügyelő ezek után ellátogat a bűntett helyének környékére, ahol Neveu nyomozóval találkozik. Ő is elmondja, mire jutott: Louis egy olcsóbb étteremben szokott ebédelni, mindig ugyanannál az asztalnál. Se a pincérnők, se a környékbeli utcalányok nem látták nővel sétálni, ellentétben egy ékszerbolt alkalmazottjával, akitől gyűrűt vett egy prémet viselő, magas nőnek. Az eladó azt hitte házasok, így nem szentelt nekik túl sok figyelmet. Thouret ezen kívül minden nap vett három ostyát, amit elvitt magával. Érthetetlen, hogy ebéd után mért volt szüksége rá. Maigret a padok figyelésére utasítja Neveu-t.
Másnap, mielőtt elindult volna Thouret temetésére, kikérdezte nyomozóit. Santonitól megtudja, hogy Monique barátja nem került elő, Neveu pedig elmondja, hogy a padokon üldögélő emberek sem tudták, mit dolgozik Louis. Időnként látták egy férfivel elmenni, akiről nem tudtak személyleírást adni. A temetés előtt megkéri Madame Thouret-t, hogy figyelje, lát-e ismeretlen arcokat. A szertartás alatt Monique Maigret jelenléte miatt idegesen viselkedik.
A temetés után a főfelügyelő megtudja, hogy Lapointe valószínűleg megtalálta Louis szállását. Bemennek tehát az egykor talán bordélyként üzemelő házba, s kikérdezik a házvezetőnőt. Ő elmondja, hogy heti 3-4-szer jött hozzá egy nő, s ritkábban találkozott egy férfivel is. A szobában Maigret egy kanárit, három pár sárga cipőt, egy szürke kalapot és egy képet talált Louis szeretőjéről. A szekrény tetején is valamilyen tárgy nyomai látszottak. Amint kiléptek az épületből, Maigret telefonál Lucas-nak, hogy hallgassa le Mariette Gibon (a házvezetőnő) telefonját.
A nő képét magával viszi, s megmutatja mademoiselle Léone-nak, aki felismeri benne madame Machère-t, egykori munkatársát. Mivel a nő férje rendőr, Maigret megkérdezheti a kapitányságon a címét. Kiderül, hogy a férfi már meghalt, de felesége továbbra is ott lakik, így a felügyelő megkeresi őt is.
A nő sem tudja, mit dolgozott a barátja, csak az tűnt fel neki, hogy jómódú. Viszont ő is látta egy padon ülni Louis-t, amint egy bohóc külsejű egyénnel beszélget. A rendőrségre visszatérve Maigret az erkölcsrendészetet bízza meg Gibon szemmel tartásával, aki nem telefonált, mióta lehallgatják.
Másnap a főfelügyelő kihallgatja Monique-ot, aki őszintén számol be mindenről: Véletlenül jött rá arra, hogy apja cége megszűnt. Ezek után követte őt, s amikor lebukott, Louis bizalmába avatta lányát. Elmondta neki, hogy megszűnt a munkahelye, de most egy biztosítónál dolgozik. Anyjának azért nem mondta el, mert nem akart cirkuszt. Egy idő után viszont Monique gyanakodni kezdett, mert apja túl sokat keresett. Barátjával, Jorisse Albert-rel nyomozni kezdtek, s amikor megtalálták párizsi lakhelyét, pénzt kértek tőle. A pénzt a szekrény tetején lévő vastag borítékból szedte elő, ami ezerfrankosokkal volt tele.
Maigret elküldte egy-két nyomozóját, hogy keressenek ujjlenyomatokat Thouret lakhelyén, de azt az üzenetet kapja, hogy teljesen kitakarították. A felügyelő ezek után fokozottabban figyeli Gibont. Ekkor hoz be Neveu egy bohóc külsejű alakot.
Jef Schrameck, akit egyébként már többször elkaptak rablásért, először nem akar vallani, de végül elmondja Louis – és az ő – titokzatos pénzszerzési módját: Thouret már régóta üldögélt a padján, így megfigyelte a szemben lévő esőkabátboltot. Amikor értetlenkedve megkérdezte barátjától, hogy az üzletet hogyhogy nem rabolta még ki senki (holott olyan egyszerű lenne), az érdeklődni kezdett az ötlet iránt. Így hát Jef elbújt a ruhák közt, s megvárta, amíg az ebédszünetben rázárják a boltot. Ezek után fogta a pénzt, s kilógatta az egyik zsákutcára nyíló ablakon, ahol Louis szerezte meg. Ezek után csak meg kellett várni, amíg újra vevők érkeznek, s nyugodtan kisétálni az ajtón. Ezt a taktikát jópárszor eljátszották, s mivel a bohócnak jóformán ez a „keresete”, nem lett volna sok értelme megölni társát.
Ezek után hozzák be Jorisse-t, aki szépen beszámol dél-amerikai tervezett útjukról, elmondja, hogy zsarolta Louis-t, s azt is elkotyogja, hogy Monique terhes. Maigret-t meglepi a dolog, de nem mutatja. A főfelügyelő nem gondolja, hogy a fiú lenne a gyilkos, viszont a lányt elviteti nőgyógyászhoz, ahol kiderül, hogy nem állapotos. Jorisse-t meglepi a dolog, Monique pedig azzal védekezik, hogy egy ideig tényleg azt hitte, terhes, utána pedig nem akarta megbántani a fiút. A felügyelő magukra hagyja őket, de ezalatt a lány csak lehülyézi barátját, több szót nem váltanak. Végül külön távoznak.
Néhány nappal később Maigret ellátogat Gibon egyik lakójához, s megkérdezi, szülei tudják-e, hogy már prostituáltként keresi a kenyerét. Mivel nem akar lebukni, elmondja a felügyelőnek, hogy hogy tudja elérni azt az embert, akivel Mariette Gibon a gyilkosságot kitervelte, s akinek ő üzente meg, hogy egy darabig ne látogassa a házat. Maigret egy közvetítő pincéren keresztül találja meg Marcót, aki próbál ugyan védekezni, de elkapják.
|  | Itt a vége a cselekmény részletezésének! |

## Magyarul
- Maigret habozik; ford. Wessely László / Bűntény Hollandiában; ford. Farkas Márta / Maigret és a padon üldögélő ember. Bűnügyi regény; ford. Révfy Tivadar; Európa, Bp., 1975 ISBN 963-07-0481-1
- Maigret és a padon üldögélő ember; ford. Révfy Tivadar; 2. átdolg. kiad; Park, Bp., 2006 (Maigret) ISBN 963-530-576-1